# 20e cérémonie des European Film Awards
La 20e cérémonie des prix du cinéma européen (20th European Film Awards), organisée par l'Académie européenne du cinéma, a eu lieu à Berlin le 1er décembre 2007 et a récompensé les films réalisés dans l'année.

## Palmarès

### Meilleur film européen
- 4 mois, 3 semaines, 2 jours 
  - De l'autre côté -
  - Le Dernier Roi d'Écosse 
  - La Môme 
  - Le Parfum, histoire d'un meurtrier (Das Parfum : Die Geschichte eines Mörders) 
  - Persepolis 
  - The Queen

### Meilleur réalisateur
- Cristian Mungiu - 4 mois, 3 semaines, 2 jours 
  - Roy Andersson - Nous, les vivants 
  - Kevin MacDonald - Le Dernier Roi d'Écosse 
  - Stephen Frears - The Queen 
  - Giuseppe Tornatore - L'Inconnue 
  - Fatih Akın - De l'autre côté

### Meilleur acteur européen
- Sasson Gabai dans La Visite de la fanfare 
  - Elio Germano dans Mon frère est fils unique 
  - Miki Manojlović dans Irina Palm 
  - James McAvoy dans  Le Dernier Roi d'Écosse 
  - Michel Piccoli dans Belle toujours 
  - Ben Whishaw pour le rôle de Jean-Baptiste Grenouille dans Le Parfum, histoire d'un meurtrier (Das Parfum : Die Geschichte eines Mörders)

### Meilleure actrice européenne
- Helen Mirren - The Queen 
  - Marianne Faithfull - Irina Palm 
  - Carice van Houten - Black Book 
  - Anamaria Marinca - 4 mois, 3 semaines, 2 jours 
  - Ksenia Rappoport - L'Inconnue 
  - Marion Cotillard - La Môme

### Meilleur scénariste
- Fatih Akın - De l'autre côté 
  - Eran Kolirin - La Visite de la fanfare 
  - Peter Morgan  - The Queen 
  - Cristian Mungiu - 4 mois, 3 semaines, 2 jours

### Meilleur directeur européen de la photographie
- Le Parfum, histoire d'un meurtrier (Das Parfum : Die Geschichte eines Mörders) - Frank Griebe 
  - Le Bannissement - Mikhaïl Kritchman 
  - Le Dernier Roi d'Écosse - Anthony Dod Mantle 
  - L'Inconnue - Fabio Zamarion

### Meilleur compositeur européen
- Alexandre Desplat - The Queen 
  - Alex Heffes - Le Dernier Roi d'Écosse
  - Dejan Pejovic - Gucha 
  - Reinhold Heil, Johnny Klimek et Tom Tykwer - Le ParfumLe Parfum, histoire d'un meurtrier (Das Parfum : Die Geschichte eines Mörders)

### Meilleur film documentaire
- Le papier ne peut pas envelopper la braise

### People's Choice Award
: Prix du public sur Internet.
- L'Inconnue de Giuseppe Tornatore

### Prix d'excellence
- Le Parfum, histoire d'un meurtrier (Das Parfum : Die Geschichte eines Mörders) - Uli Hanisch (décors)

### Discovery of the Year
: Prix décerné par la fédération internationale de la presse cinématographique.
- La Visite de la fanfare

### Achievement in World Cinema Award
- Michael Ballhaus

### Lifetime Achievement Award
- Jean-Luc Godard